# Cora confusa
Cora confusa là loài chuồn chuồn trong họ Polythoridae. Loài này được Kennedy mô tả khoa học đầu tiên năm 1940.